# Porsche Supercup 2011
Der Porsche Mobil 1 Supercup 2011 war die 19. Saison des Porsche Supercups. Sie umfasste elf Rennen. Die Saison begann am 8. Mai in Istanbul und endete am 13. November auf der Yas-Insel. René Rast gewann die Fahrer-, Veltins Lechner Racing die Teamwertung.

## Teams und Fahrer
| Team                          | Auto # | Fahrer                 | Rennwochenende |
| ----------------------------- | ------ | ---------------------- | -------------- |
| Veltins Lechner Racing        | 1      | René Rast              | 1–10           |
| Veltins Lechner Racing        | 2      | Norbert Siedler        | 1–10           |
| Veltins Lechner Racing        | 37     | Oskar Slingerland      | 3              |
| Veltins Lechner Racing        | 37     | Clemens Schmid         | 10             |
| Konrad Motorsport             | 3      | Nick Tandy             | 1–10           |
| Konrad Motorsport             | 4      | Christian Engelhart    | 1–10           |
| Konrad Motorsport Austria     | 5      | Andreas Mayerl         | 1–9            |
| Konrad Motorsport Austria     | 6      | Mathias Lauda          | 1–10           |
| SANITEC Aquiles MRS Team      | 7      | Will Langhorne         | 1–10           |
| SANITEC Aquiles MRS Team      | 8      | Nicolás Filiberti      | 1–3            |
| SANITEC Aquiles MRS Team      | 8      | Matt Halliday          | 5–6            |
| SANITEC Aquiles MRS Team      | 8      | Isaac Tutumlu          | 7              |
| SANITEC Aquiles MRS Team      | 8      | Nicki Thiim            | 8–9            |
| SANITEC Aquiles MRS Team      | 8      | Melanie Snow           | 10             |
| SANITEC Aquiles MRS Team      | 32     | Yucel Ozbek            | 5              |
| SANITEC Aquiles MRS Team      | 810    | Melanie Snow           | 4              |
| VERVA Racing Team             | 9      | Štefan Rosina          | 1–10           |
| VERVA Racing Team             | 10     | Kuba Giermaziak        | 1–10           |
| Attempto Racing               | 11     | Robert Lukas           | 1–3, 5–9       |
| Attempto Racing               | 11     | Nicki Thiim            | 4              |
| Attempto Racing               | 11     | Isaac Tutumlu          | 10             |
| Attempto Racing               | 12     | Kévin Estre            | 1–10           |
| Attempto Racing               | 47     | Isaac Tutumlu          | 8              |
| Team Abu Dhabi by Tolimit     | 14     | Khaled Al Qubaisi      | 1–10           |
| Team Abu Dhabi by Tolimit     | 15     | Jeroen Bleekemolen     | 1–10           |
| Team Abu Dhabi by Tolimit     | 16     | Sean Edwards           | 1–10           |
| Team Bleekemolen              | 17     | Sebastiaan Bleekemolen | 1–10           |
| Team Bleekemolen              | 18     | Patrick Huisman        | 1–10           |
| Team Bleekemolen              | 19     | Alessandro Zampedri    | 1–3, 5–7, 9–10 |
| Team Bleekemolen              | 19     | Bas Schothorst         | 8              |
| MRS Team PZ Aschaffenburg     | 30     | Thomas Langer          | 1–3            |
| MRS Team PZ Aschaffenburg     | 31     | Cenk Ceyişakar         | 1              |
| MRS Team PZ Aschaffenburg     | 31     | Isaac Tutumlu          | 3              |
| MRS Team PZ Aschaffenburg     | 32     | Yadel Oskan            | 1              |
| MRS Team PZ Aschaffenburg     | 32     | Matt Halliday          | 3              |
| PRO GT                        | 33     | Roland Berville        | 2–3            |
| PRO GT                        | 34     | Henry Hassid           | 2–3            |
| Antonelli Motorsport          | 35     | Christian Passuti      | 3, 8–9         |
| Antonelli Motorsport          | 36     | Angelo Proietti        | 3, 9           |
| Antonelli Motorsport          | 36     | Massimo Giondi         | 8              |
| Antonelli Motorsport          | 48     | Gianluca Giraudi       | 9              |
| Lechner Racing                | 37     | Oskar Slingerland      | 8              |
| Lechner Racing                | 46     | Peter Scharmach        | 8              |
| SAS International             | 38     | Michael Meadows        | 5              |
| SAS International             | 39     | James Sutton           | 5              |
| Porsche Cars Great Britain    | 41     | Ahmad Al Harthy        | 5              |
| Porsche Cars Great Britain    | 42     | Benji Hetherington     | 5              |
| Porsche Cars Great Britain    | 43     | Andrew Shelley         | 5              |
| Schnabl Engineering           | 44     | Sam Tordoff            | 5              |
| Schnabl Engineering           | 45     | Keith Webster          | 5              |
| Ebimotors                     | 49     | Marco Mapelli          | 9              |
| Ebimotors                     | 50     | Alessandro Balzan      | 9              |
| Petri Corse                   | 51     | Vito Postiglione       | 9              |
| Petri Corse                   | 52     | Andrea Amici           | 9              |
| Haribo Racing Team            | 88     | Hans-Guido Riegel      | 6              |
| Haribo Racing Team            | 88     | Christian Menzel       | 10             |
| Haribo Racing Team            | 99     | Christian Menzel       | 6              |
| Haribo Racing Team            | 99     | Abdulaziz Al Faisal    | 10             |
| GT3 Cup Challenge Middle East | 811    | Abdulaziz Al Faisal    | 4              |
| GT3 Cup Challenge Middle East | 812    | Johannes Waimer        | 4              |
| Motopark                      | 815    | Lance David Arnold     | 4              |
| Motopark                      | 816    | Timo Rumpfkeil         | 4              |

- Fahrer und Teams in kursiv kennzeichnen Gaststarter, die nicht punkteberechtigt waren.

## Rennkalender

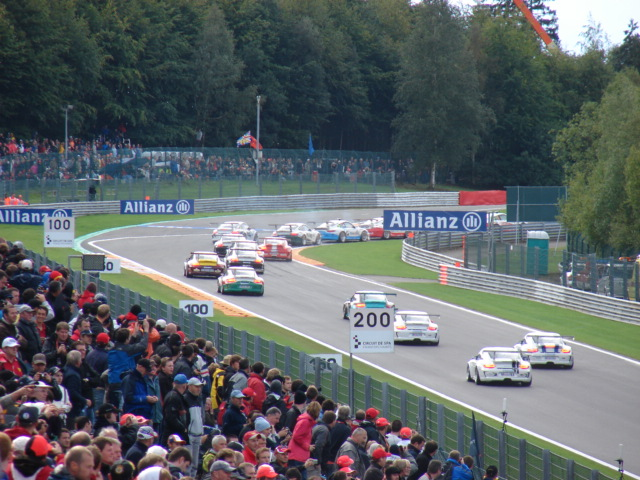
Szene nach dem Start in Spa-Francorchamps

Bis auf das Rennen am 25. Juni auf der Nordschleife des Nürburgrings fanden alle Rennen im Rahmen der Formel 1 statt.
| Nr. | Datum         | Rennstrecke       | Sieger              | Zweiter            | Dritter             |
| --- | ------------- | ----------------- | ------------------- | ------------------ | ------------------- |
| 01. | 8. Mai        | Istanbul          | Christian Engelhart | Nick Tandy         | Norbert Siedler     |
| 02. | 22. Mai       | Barcelona         | Sean Edwards        | Nick Tandy         | Kuba Giermaziak     |
| 03. | 29. Mai       | Monte Carlo       | René Rast           | Nick Tandy         | Sean Edwards        |
| 04. | 25. Juni      | Nürburg           | René Rast           | Norbert Siedler    | Sean Edwards        |
| 05. | 10. Juli      | Silverstone       | René Rast           | Nick Tandy         | Norbert Siedler     |
| 06. | 24. Juli      | Nürburg           | René Rast           | Kuba Giermaziak    | Sean Edwards        |
| 07. | 31. Juli      | Mogyoród          | Kuba Giermaziak     | Jeroen Bleekemolen | Sean Edwards        |
| 08. | 28. August    | Spa-Francorchamps | Kuba Giermaziak     | René Rast          | Nick Tandy          |
| 09. | 11. September | Monza             | Kévin Estre         | René Rast          | Norbert Siedler     |
| 10. | 12. November  | Yas-Insel         | Nick Tandy          | René Rast          | Kévin Estre         |
| 10. | 13. November  | Yas-Insel         | René Rast           | Kévin Estre        | Christian Engelhart |

Anmerkungen
1. ↑  Sean Edwards kam auf dem vierten Platz ins Ziel. Da Gaststarter Lance David Arnold auf dem dritten Platz ins Ziel kam, wurde Edwards als Dritter gewertet.
2. ↑  Norbert Siedler kam auf dem vierten Platz ins Ziel. Da Gaststarter Alessandro Balzan auf dem dritten Platz ins Ziel kam, wurde Siedler als Dritter gewertet.

## Wertungen

### Fahrerwertung
| Pos. | Fahrer             | Punkte |
| ---- | ------------------ | ------ |
| 1.   | René Rast          | 181    |
| 2.   | Norbert Siedler    | 145    |
| 3.   | Kuba Giermaziak    | 140    |
| 4.   | Sean Edwards       | 140    |
| 5.   | Nick Tandy         | 129    |
| 6.   | Jeroen Bleekemolen | 129    |
| 7.   | Kévin Estre        | 127    |

| Pos. | Fahrer                 | Punkte |
| ---- | ---------------------- | ------ |
| 08.  | Christian Engelhart    | 106    |
| 09.  | Štefan Rosina          | 83     |
| 10.  | Patrick Huisman        | 76     |
| 11.  | Sebastiaan Bleekemolen | 49     |
| 12.  | Mathias Lauda          | 40     |
| 13.  | Robert Lukas           | 34     |
| 14.  | Alessandro Zampedri    | 34     |

| Pos. | Fahrer            | Punkte |
| ---- | ----------------- | ------ |
| 15.  | Will Langhorne    | 33     |
| 16.  | Andreas Mayerl    | 20     |
| 17.  | Khaled Al Qubaisi | 15     |
| 18.  | Matt Halliday     | 10     |
| 19.  | Nicolás Filiberti | 5      |

### Teamwertung
| Pos. | Team                      | Punkte |
| ---- | ------------------------- | ------ |
| 1.   | Veltins Lechner Racing    | 318    |
| 2.   | Team Abu Dhabi by Tolimit | 266    |
| 3.   | Konrad Motorsport         | 234    |
| 4.   | VERVA Racing Team         | 220    |
| 5.   | Attempto Racing           | 165    |
| 6.   | Team Bleekemolen          | 125    |
| 7.   | SANITEC Aquiles MRS Team  | 75     |
| 8.   | Konrad Motorsport Austria | 68     |